# خاویر کاستانیدا
خاویر کاستانیدا (انگلیسی: Javier Castañeda؛ زادهٔ ۵ اکتبر ۱۹۵۵) بازیکن فوتبال اهل اسپانیا است.
از باشگاه‌هایی که در آن بازی کرده‌است می‌توان به باشگاه فوتبال رئال مادرید کاستیا و باشگاه فوتبال اوساسونا اشاره کرد.